# ヒゲダンス
ヒゲダンスは、ザ・ドリフターズの加藤茶と志村けんがヒゲのコンビとして、1979年から1980年にかけてテレビ番組『8時だョ!全員集合』の「後半コント」コーナーで披露した、大道芸の要素を取り入れたダンス。

## 概要

### 由来
ヒゲダンスについて、『世界の喜劇人』の著者の小林信彦は、アメリカのコメディアン、グルーチョ・マルクスの影響を指摘している。
映画評論家の吉田伊知郎は、上記の小林の批評を引用した上で、志村のコントにはマルクス兄弟やチャールズ・チャップリンなどのサイレント喜劇映画からの影響があったと指摘している。

### 内容
加藤茶と志村けんの2人は黒の燕尾服（靴は同系色のデッキシューズ）に付け髭の扮装で、基本的に無言（加藤が、芸に成功した時や客席をけしかける時に「Yeah!」や「Hey!」などと叫ぶ程度）。腕をまっすぐに下ろし手首を外側に90度向けるというペンギンに似た姿勢を取り、軽快な音楽に乗せて膝を大きく曲げながら歩き回る踊りをしつつ、様々な芸に挑戦する（2人は、ステージ中央に来たところでクルリと右に一回転し、芸の題材を見つけて本編スタートとなる。難易度が高くなるほど志村の演技がオーバーになる）。加藤の役はボケで、基本的に失敗をし、志村の突っ込みに対して笑いを取り、続いて志村による芸の成功により拍手を得るかと思ったところで、芸の種をわざと暴露させ、更なる笑いを取るという構成が多く取られていた。
また、一通りの芸を終えて志村が戻ろうとする際、加藤がアンコールをすることがある。志村は一度は固辞するが、加藤が客席をけしかけて万雷の拍手が起きると、志村はやけくそ気味に手を振りながらも、アンコールにきっちりと応えて、更なる笑いを取っている。加藤が志村に対し過度の「むちゃぶり」をして志村を疲弊させた場合は、退場の際に志村が加藤に飛び蹴りをお見舞いすることもある。
時折ゲストとの3人ヒゲダンスも行われた。『全員集合』では、前川清・沢田研二・小柳ルミ子・榊原郁恵・郷ひろみなどもヒゲダンスに参加した。二枚目男性や美人歌手が珍妙な付け髭姿で踊るというシチュエーションは、レギュラーの加藤・志村コンビの演技とは違う意味で視聴者の笑いを誘った。また三船敏郎もアドリブでヒゲダンスを披露し、ドリフメンバーや観客を驚かせたことがある。
背景には煉瓦造りの壁を模したセット（天井から書き割りとして降りてくる）が用いられていた。

### 影響
ヒゲダンスは、1979年から暫くの間、子供だけでなく大人の間でも会社の忘年会や新人歓迎会の芸にも使われる程の大ヒットを飛ばした。1980年3月にはBGMがシングルレコード化されている。ただ、『全員集合』内でのヒゲダンスそのものはあまり長く行われていたわけではなく、1980年9月20日の放送を最後に終了した。しかし視聴者に与えたインパクトは大きく、ヒゲダンスキットは現在でもパーティグッズの定番の一つとして市販されている。
1980年5月5日には、他局にあたるテレビ朝日『オリンパソン'80』の一コーナーともなり、『全員集合』と同じ20時から放送された。このためネット局の朝日放送では久しぶりに全員集合ネタが放送された。
ヒゲダンスが行われていた当時、永谷園からはザ・ドリフターズをイメージキャラクターに起用した「味ぶし」「鮭っ子」等の各種ふりかけが売られる程の人気であった（「味ぶし」と「鮭っ子」だけだった当時は、ヒゲダンスの扮装をした加藤と志村のみの出演で、ドリフ他メンバーの出演はラインナップが増えてから）。
1995年5月25日には、ヒゲダンスのBGMである「「ヒゲ」のテーマ」が8cmシングルCDとしてファンハウス（後のBMGファンハウス→BMG JAPAN→アリオラジャパン→ソニー・ミュージックレーベルズ）より再発された。
21世紀に入ると、時折ヒゲダンスがスペシャル番組の企画内で復活している。2001年にNHKで放送された『思い出のメロディー』にドリフが出演した際、加藤と志村によりヒゲダンスが復活した。2004年の暮れには、黒木瞳と志村の組み合わせによるヒゲダンスがNHKのリバイバル企画番組中で披露され、その後2005年10月2日のTBSの50周年記念番組『名番組だョ!全員集合』でもリバイバルされ、番組中で優香・ベッキー・えなりかずき・中居正広（SMAP）の4人が体験し6人ヒゲダンスも行われている。
2020年8月23日の『24時間テレビ』に加藤・仲本工事・高木ブーが出演。その際に加藤・仲本によってヒゲダンスが披露され、メインパーソナリティを務めた井ノ原快彦 (V6 / 20th Century) 、重岡大毅（ジャニーズWEST）も参加した。
2021年9月26日の『ドリフに大挑戦スペシャル』では、Snow Manの深澤辰哉・向井康二・宮舘涼太、飯尾和樹（ずん）の4人がヒゲダンスに挑戦した。
2021年12月27日に放送されたドラマ『志村けんとドリフの大爆笑物語』で山田裕貴と勝地涼が披露した。

## BGM
ソウルミュージックを好んで聴いていた志村の推薦により、アメリカのR&B歌手テディ・ペンダーグラスが1979年発売に発売したアルバム『テディ』に収録されている「Do Me」のベースラインをたかしまあきひこが一部だけ抜き取りアレンジし直したBGMを作成し、1980年2月25日に「「ヒゲ」のテーマ」として音源化された。たかしまによるとソウル通の志村が、「Do Me」のレコードを持って来て「これと似たようなBGMできないかな?」と言ったという。なお、原曲である「Do Me」は、ヒゲダンスの流行と共に日本独自にシングルカットされ、CBS・ソニー（後のソニーレコード→ソニー・ミュージックレコーズ→ソニー・ミュージックレーベルズ）より発売された（06SP-464）。

### 「ヒゲ」のテーマ

#### 解説
- 曲の冒頭にはニ長調の明るいメロディが出囃子として挿入される（『全員集合』でも演奏されていたが、音階（本編と同じト長調）などアレンジがやや異なる）。
- レコード化の際に再録音されたため、『8時だョ!全員集合』の放送で使用されていたBGMとはアレンジがやや異なっている。なおレコードバージョンは、1980年5月3日の放送で、ヒゲダンスのBGMとして使用された事がある。
- ジャケットデザインはSMSレコードに所属時の安斎肇が担当した。ジャケット裏の絵を切り取るとヒゲグッズになるのは安斎の発案だが、実際切り取るとジャケットが台無しになるから意味が無かったと後年語っている（発売当時はコピーを取って使うという手段もまだ一般的とは言いがたいものであった）。
- 志村けんは2020年3月29日に死去したが、同年3月26日〜4月1日集計分のSpotify「バイラルトップ50（日本）」のランキングでは、本楽曲が5位にランクインされた[7]。

#### 収録曲
1980年盤（SM06-52）
1. 「ヒゲ」のテーマ
  - 作曲：K.GAMBLE & L.HUFF、編曲：たかしまあきひこ
  - プロデュース：志村けん
  - 演奏：たかしまあきひこ & エレクトリック・シェーバーズ
2. "カラオケ" いい湯だな
  - 作詞：永六輔、作曲：いずみたく、編曲：たかしまあきひこ
  - 演奏：たかしまあきひこ & エレクトリック・シェーバーズ

1995年盤（FHDF-1473）
1. 「ヒゲ」のテーマ (オリジナル・バージョン)
  - 作曲：Kenny Gamble, Leon A. Huff、編曲：たかしまあきひこ
2. 「ヒゲ」のテーマ (HIP BASS MIX)
  - 作曲：Kenny Gamble, Leon A. Huff、Remixed by MONCHI TANAKA
3. 「ヒゲ」のテーマ (TECHNO BASS MIX)
  - 作曲：Kenny Gamble, Leon A. Huff、Remixed by MONCHI TANAKA

#### CMソングとしての起用
- 三菱自動車『RVR』（1997年）
- トヨタ自動車『アクア』（2013年）

#### BGMとしての使用
- 文化放送『決定!全日本歌謡選抜』において、電話リクエスト中間集計発表のBGMに使われていたことがある。
- フジテレビ『クイズ・ドレミファドン!』において、出場者が「黒ひげ危機一発」に挑戦するシーンで使われていたことがある。
- ピン芸人のアキラ100%が、持ち芸「絶対見せないdeSHOW」のBGMとして冒頭部を用いている。
- 二代月の家小圓鏡が出囃子として使用している。

## その他
- 1980年5月3日公開のアニメ映画『がんばれ!!タブチくん!!』の第2作目「激闘ペナントレース!」で、オムニバス方式のサブタイトルのうち「延長戦」を紹介するシーンでタブチくんとヤスダがヒゲダンスで登場する。他に、双葉社の『100てんコミック』（監修・いしいひさいち、シナリオ・みねぜっと、作画・尾崎みつお）で、タブチくんが少年野球チーム「小手指ちびっこライオンズ」の臨時コーチとして活躍するシリーズがあり、この中でタブチくんやちびっこライオンズの選手の少年たちがヒゲダンスをしている。
- コナミのアーケードゲーム「Dance Dance Revolution 4thMIX PLUS」およびプレイステーション用ゲームソフト「Dance Dance Revolution EXTRA MIX」の曲目にDO ME -HIGEO MIX-があり、プレイ中の背景グラフィックにヒゲダンスをイメージしたキャラクターが使われた。
- 麒麟麦酒「淡麗グリーンラベル」のCM（志村も出演している）では志村を含むメンバー全員がヒゲダンスを行なっており、BGMも「DO ME」が使用された。
- きゃりーぱみゅぱみゅの楽曲「PONPONPON」のプロモーションビデオに両手を上下に動かす、果物をサーベルで突き刺すといったヒゲダンスのパロディがある。
- ももいろクローバーの楽曲Chai Maxxのプロモーションビデオに、両手を上下に動かす動作のパロディがある。